# حلقه‌های زحل

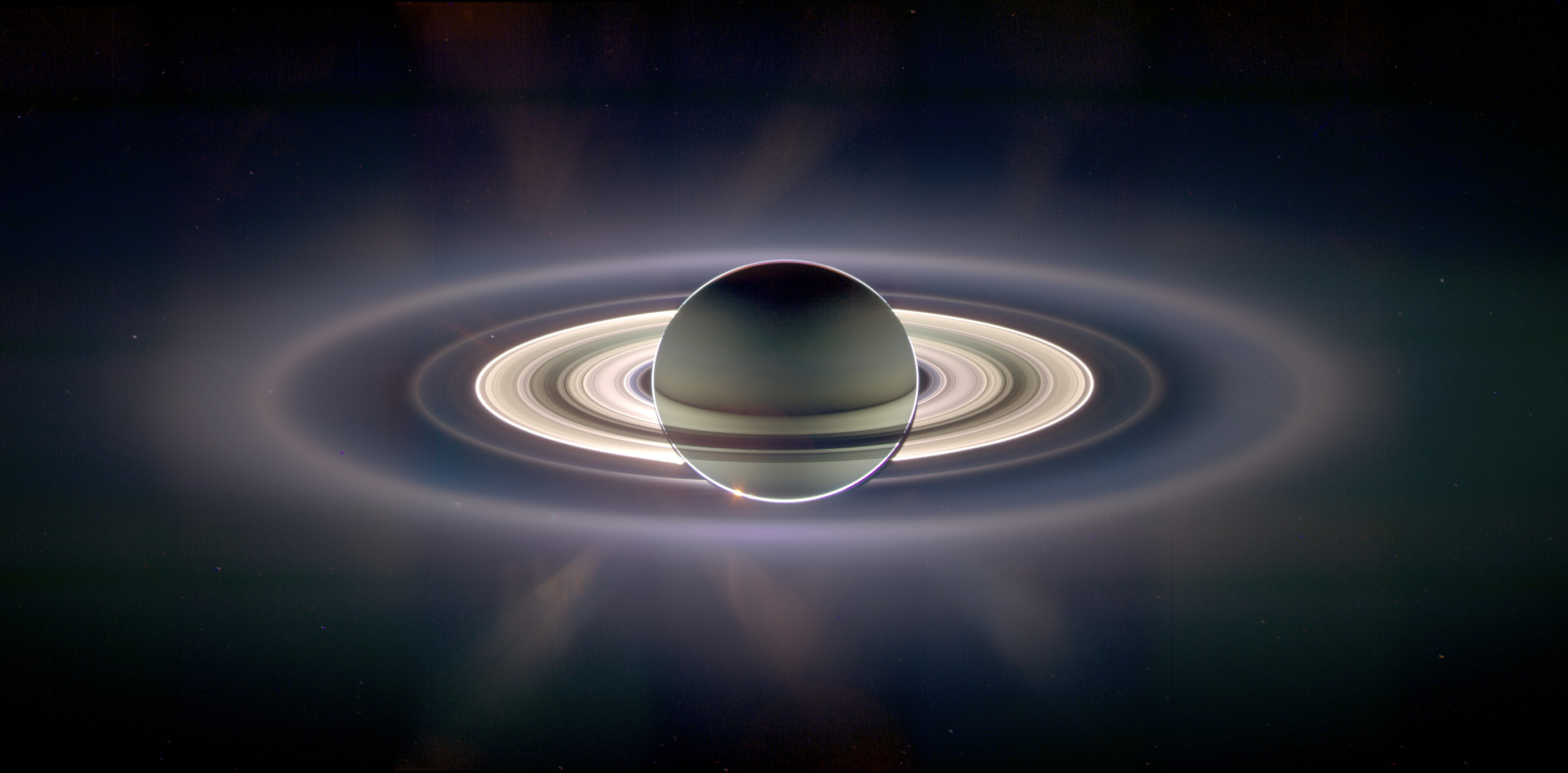
مجموعه کامل حلقه‌ها در تصویری از زحل تحت تابش نور خورشید برای دید بهتر، که در ۱۵ سپتامبر ۲۰۰۶ توسط فضاپیمای کاسینی گرفته شد.

حلقه‌های زحل گسترده‌ترین سیستم حلقه سیاره‌ای در بین سیاره‌های منظومه خورشیدی است. این حلقه‌ها از ذرات بسیار کوچکی در اندازه‌های چند میکرومتر تا چندین متر تشکیل شده‌است که به صورت توده‌ای از غبار به دور مدار زحل در گردش می‌باشد. حلقه‌های زحل از یخ خالص با خلوص ۹۹٫۹٪ و احتمالاً، به همراه تکه‌های خُردشدهٔ تولین و سیلیکات تشکیل‌شده‌است. اندازهٔ این حلقه‌ها از میکرومتر تا متر متغیر است که به دور زحل می‌چرخند. هنوز دربارهٔ سازوکار شکل‌گیری این حلقه‌ها اتفاق‌نظری وجود ندارد. هر چند، مدل‌های نظری نشان می‌دهند که حلقه‌ها احتمالاً در اوایل تاریخ شکل‌گیری منظومه شمسی تشکیل شده باشند. حلقه‌های اصلی متراکم، از ۷٬۰۰۰ کیلومتر (۴٬۳۰۰ مایل) تا ۸۰٬۰۰۰ کیلومتر (۵۰٬۰۰۰ مایل) با فاصله از مدار استوایی زحل که شعاع آن ۶۰٬۳۰۰ کیلومتر (۳۷٬۵۰۰ مایل) است امتداد دارند. ضخامت محلی تخمینی برای آنها از ۱۰ متر تا ۱ کیلومتر می‌باشد. خُرده‌ذرات تشکل‌دهندهٔ حلقه‌های اصلی دارای اندازهٔ ۱ سانتی‌متر تا ۱۰ متر می‌باشند.
اگر چه روشنایی حلقه‌ها قدر ظاهری زحل را افزایش می‌دهد، اما این حلقه‌ها از روی زمین با چشم‌های غیرمسلح قابل دیدن نیستند. در سال ۱۶۱۰ میلادی زمانی که گالیله برای اولین بار تلسکوپ را به سوی آسمان گرفت، به اولین شخصی تبدیل شد که توانست حلقه‌های زحل را مشاهده کند. هر چند که او نتوانست ماهیت حقیقی این حلقه‌ها را مشخص کند. در سال ۱۶۵۵ میلادی، کریستیان هویگنس اولین شخصی بود که حلقه‌ها را با عنوان دیسک‌های اطراف زحل معرفی نمود.

## نگارخانه

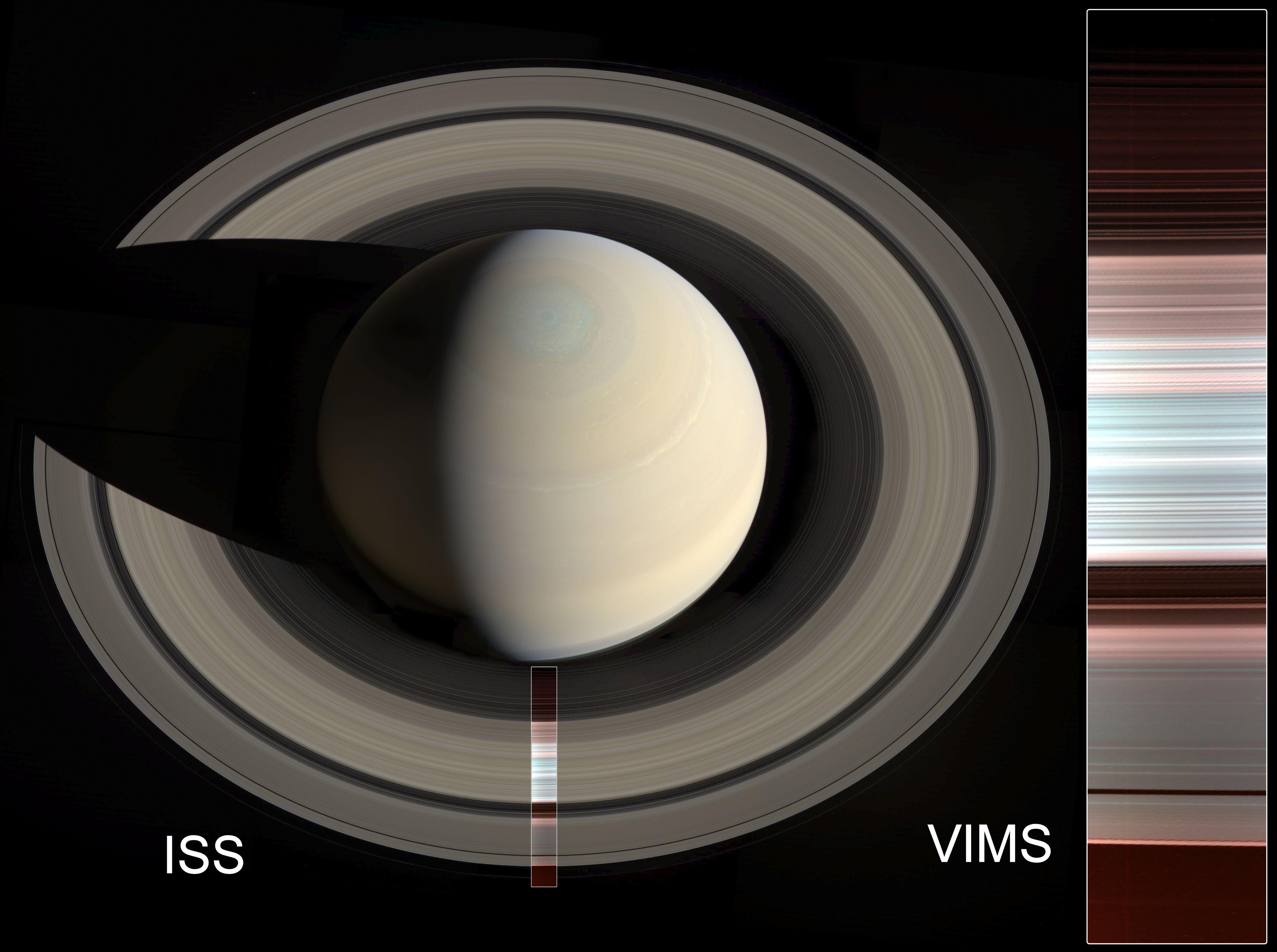
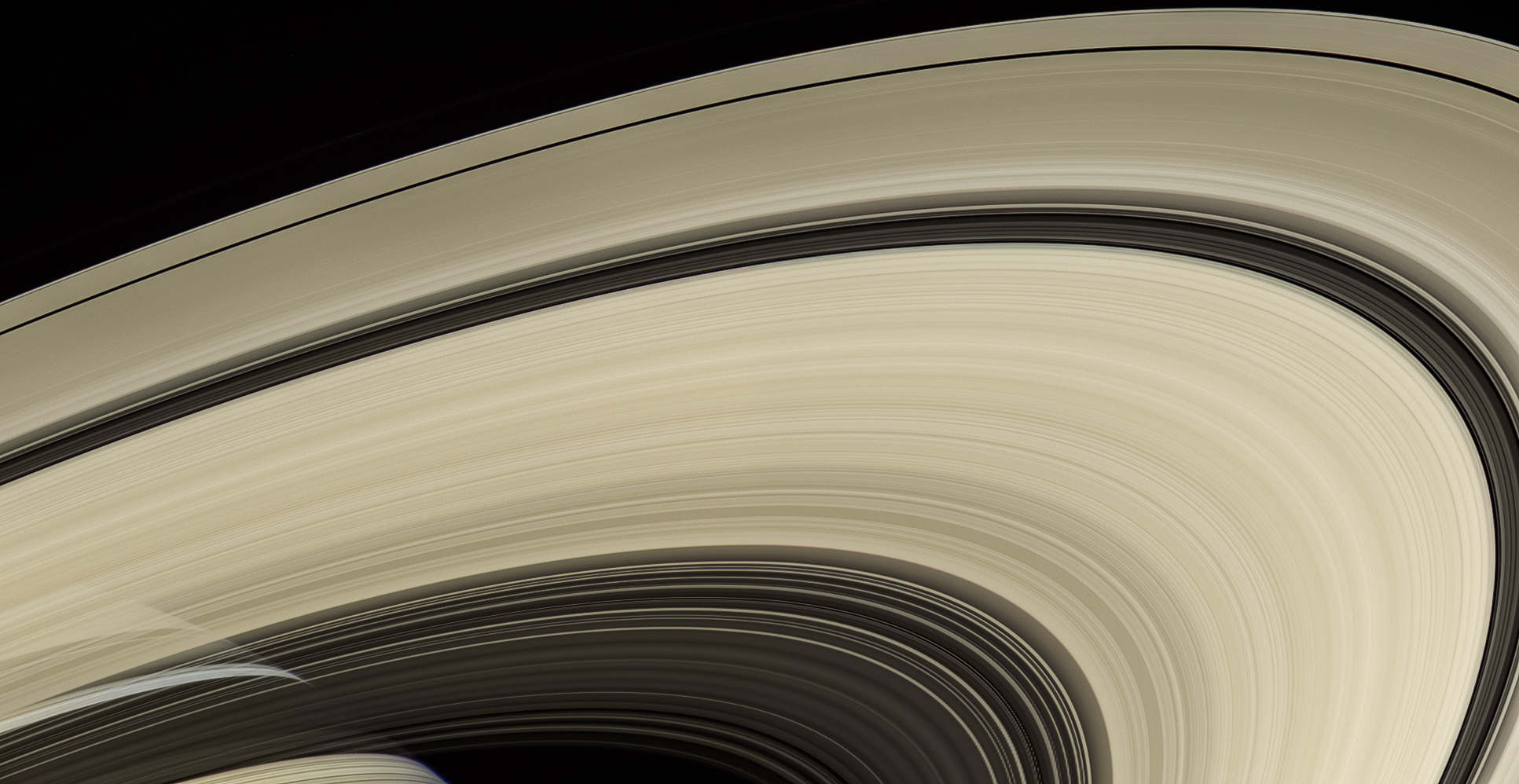
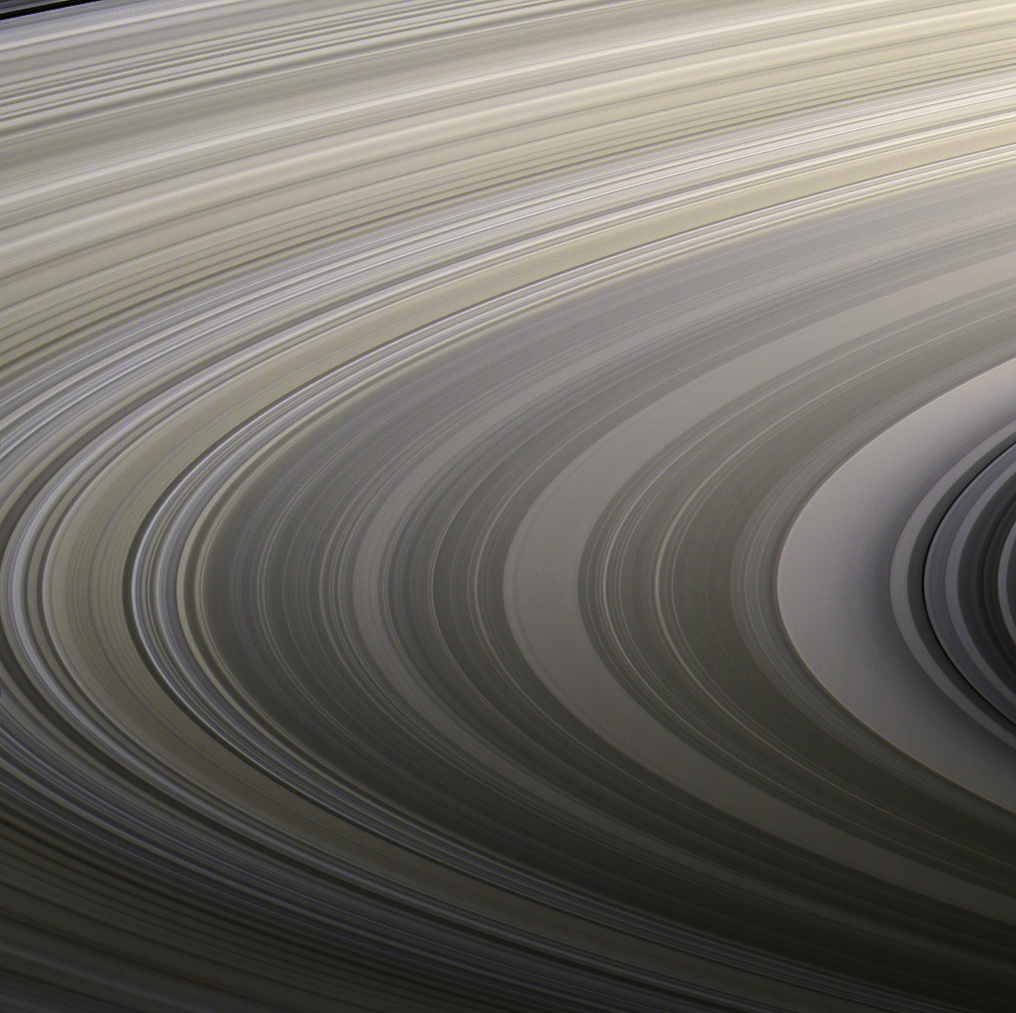
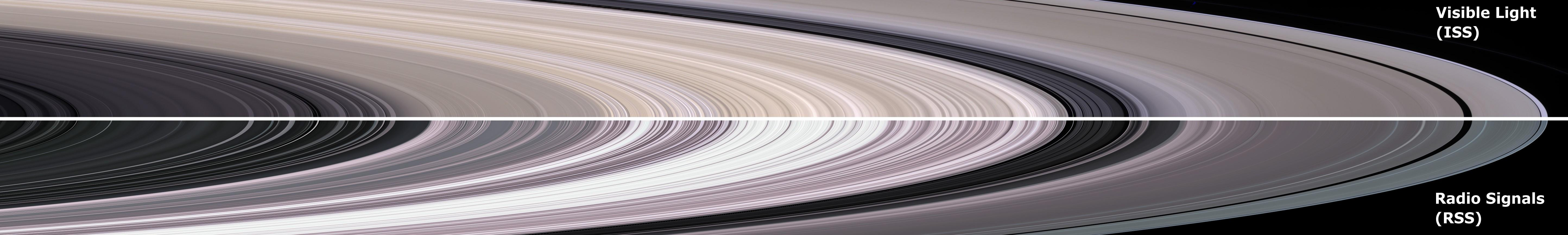
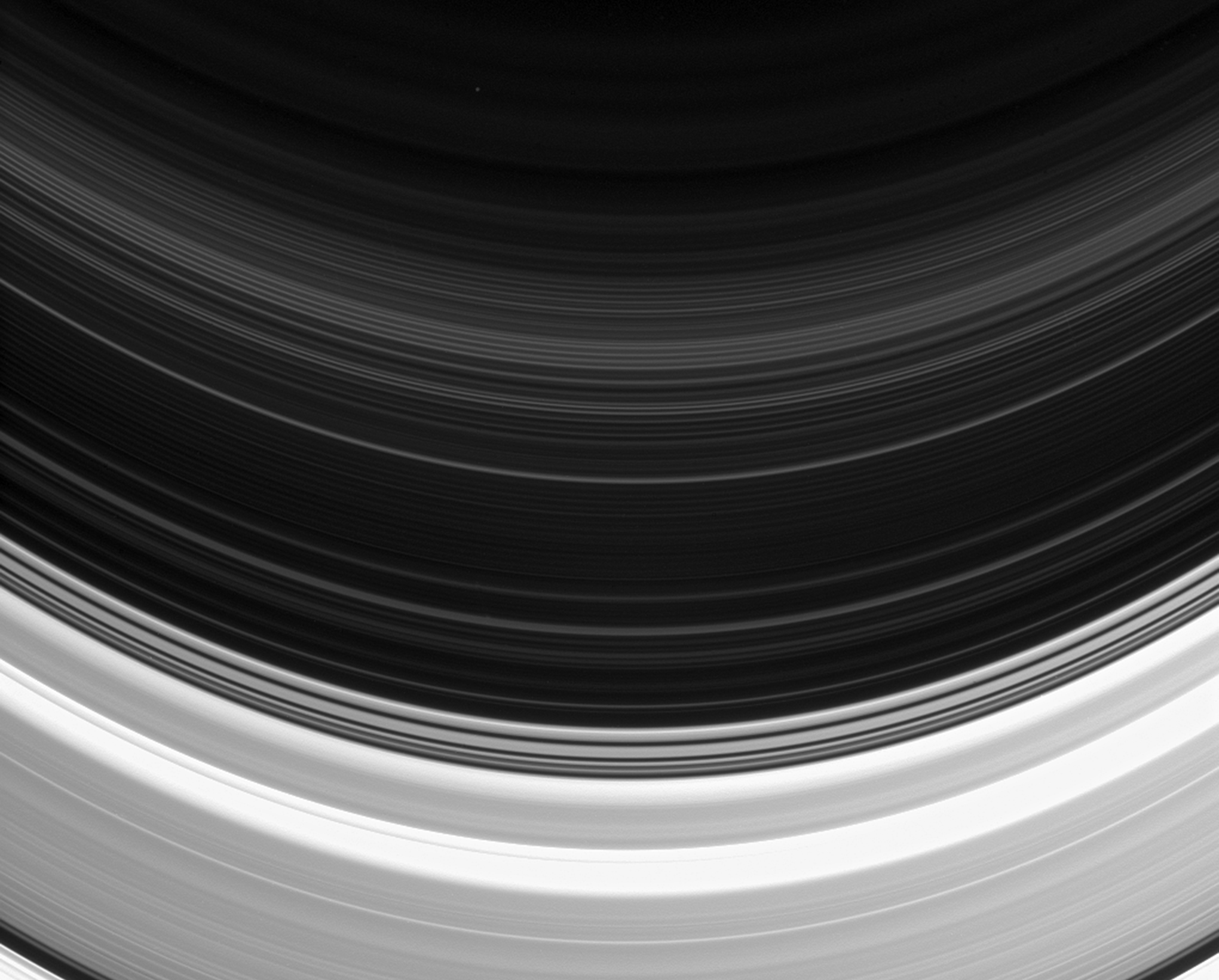
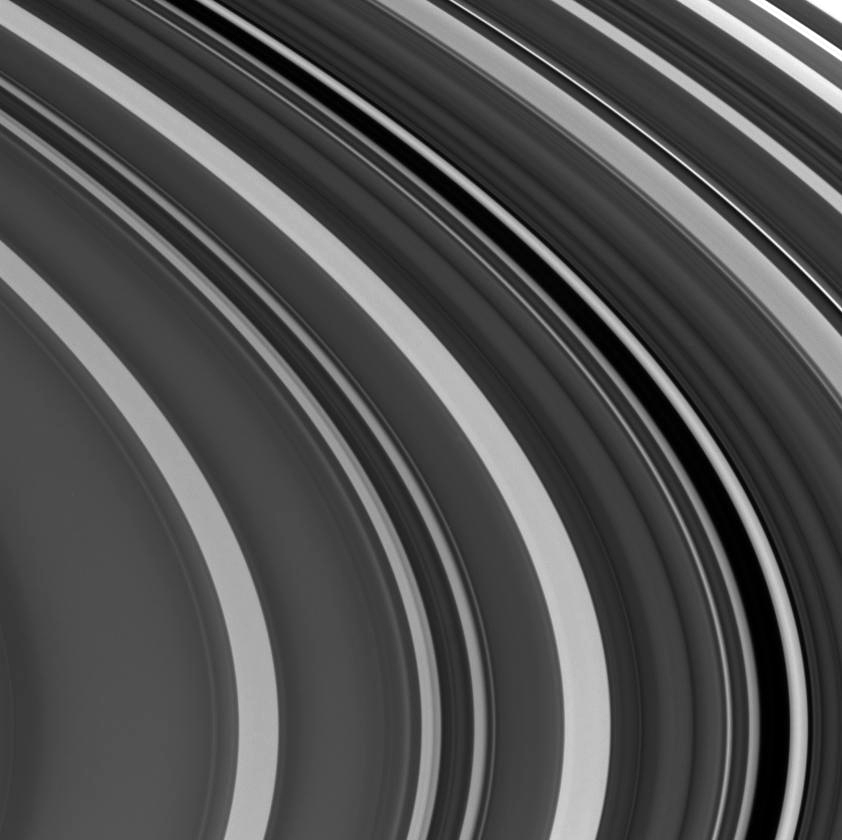
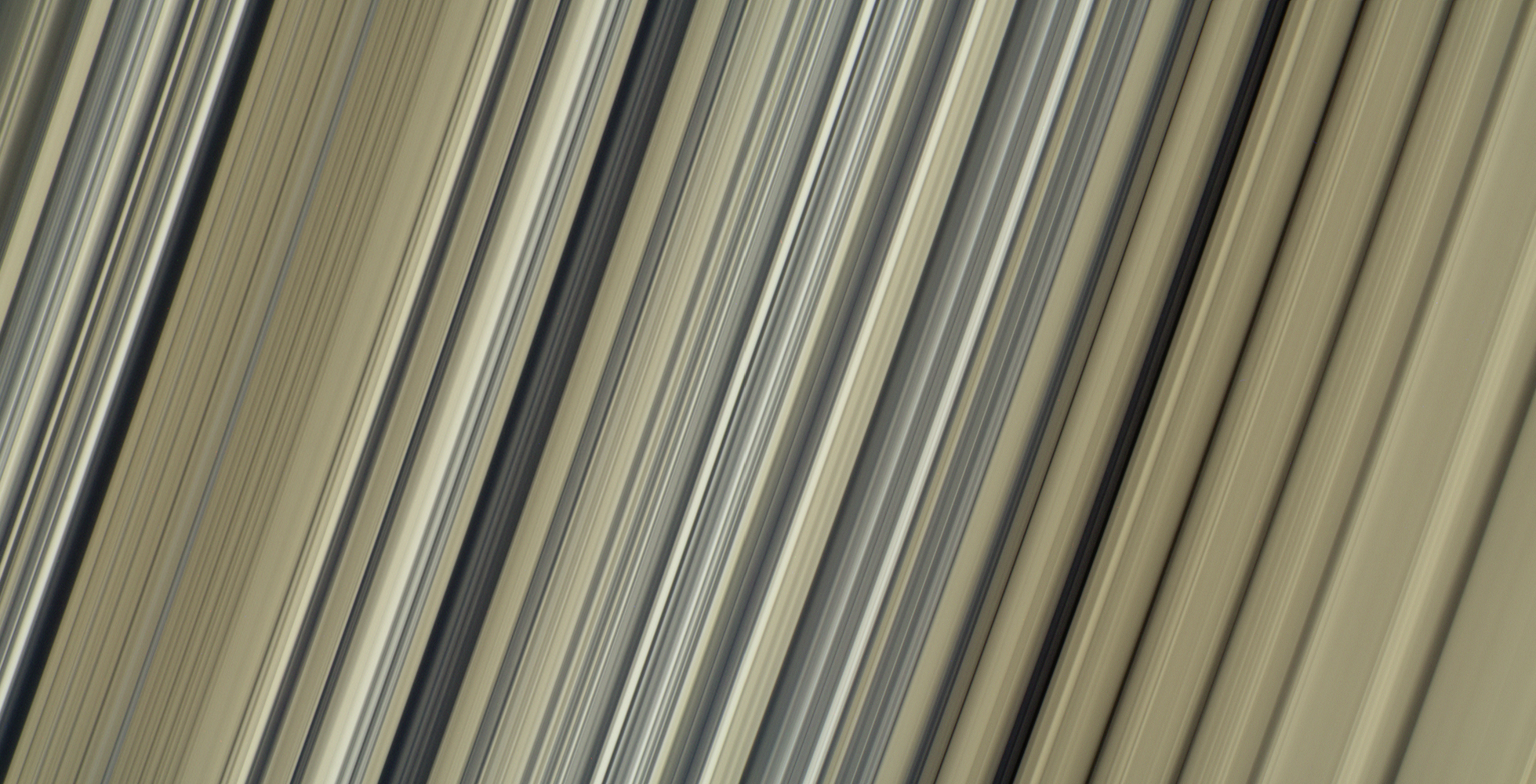
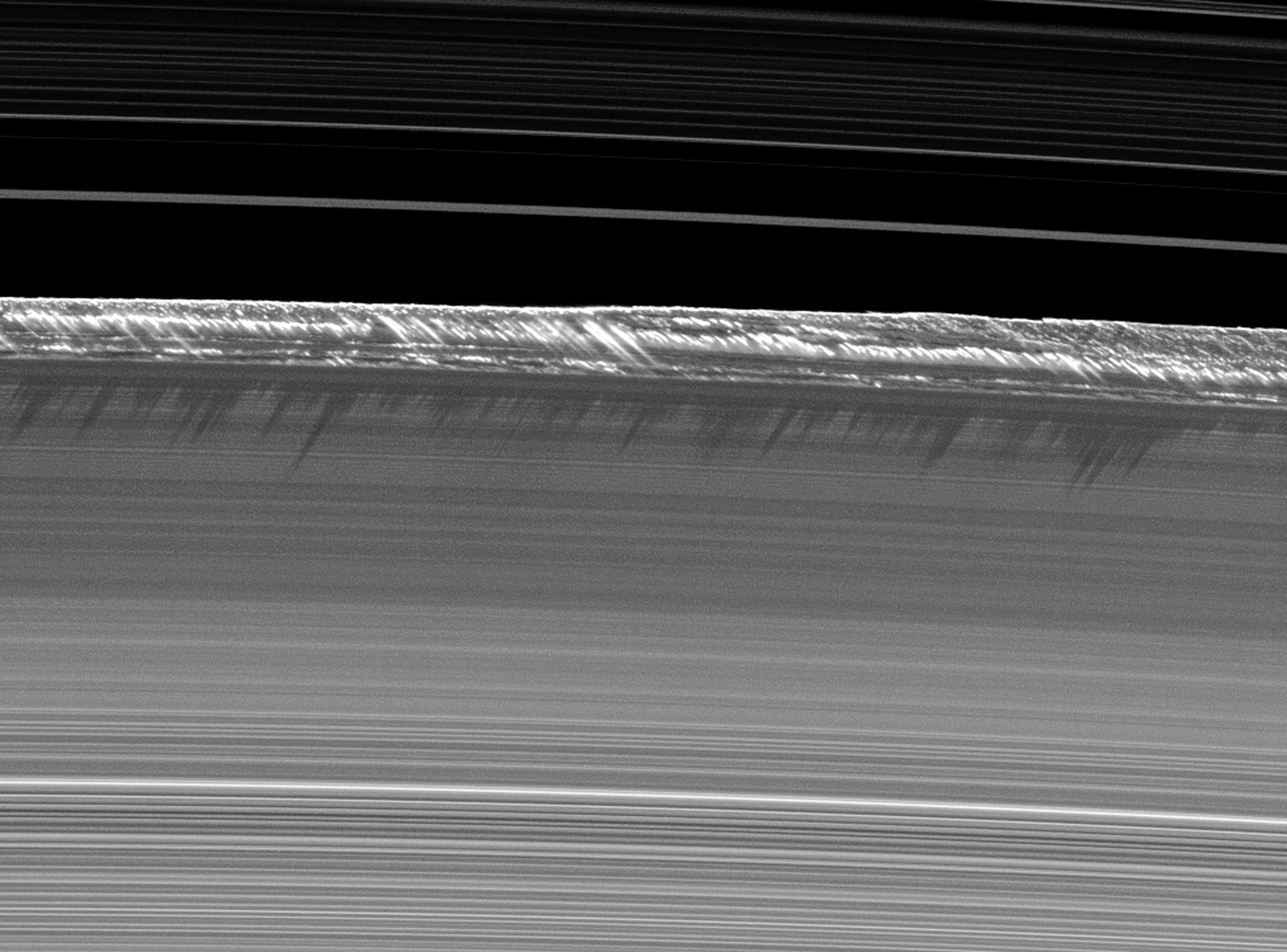
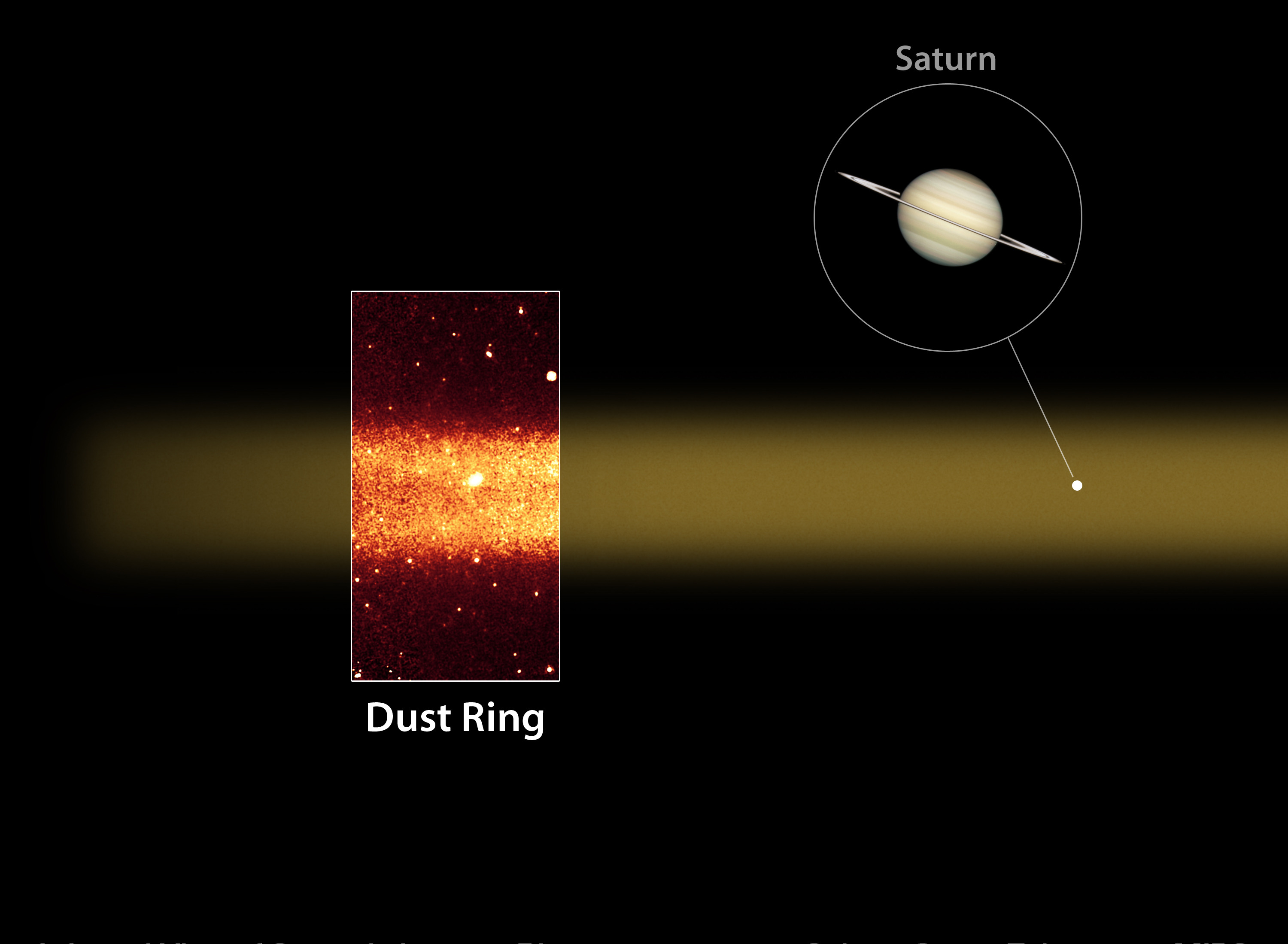
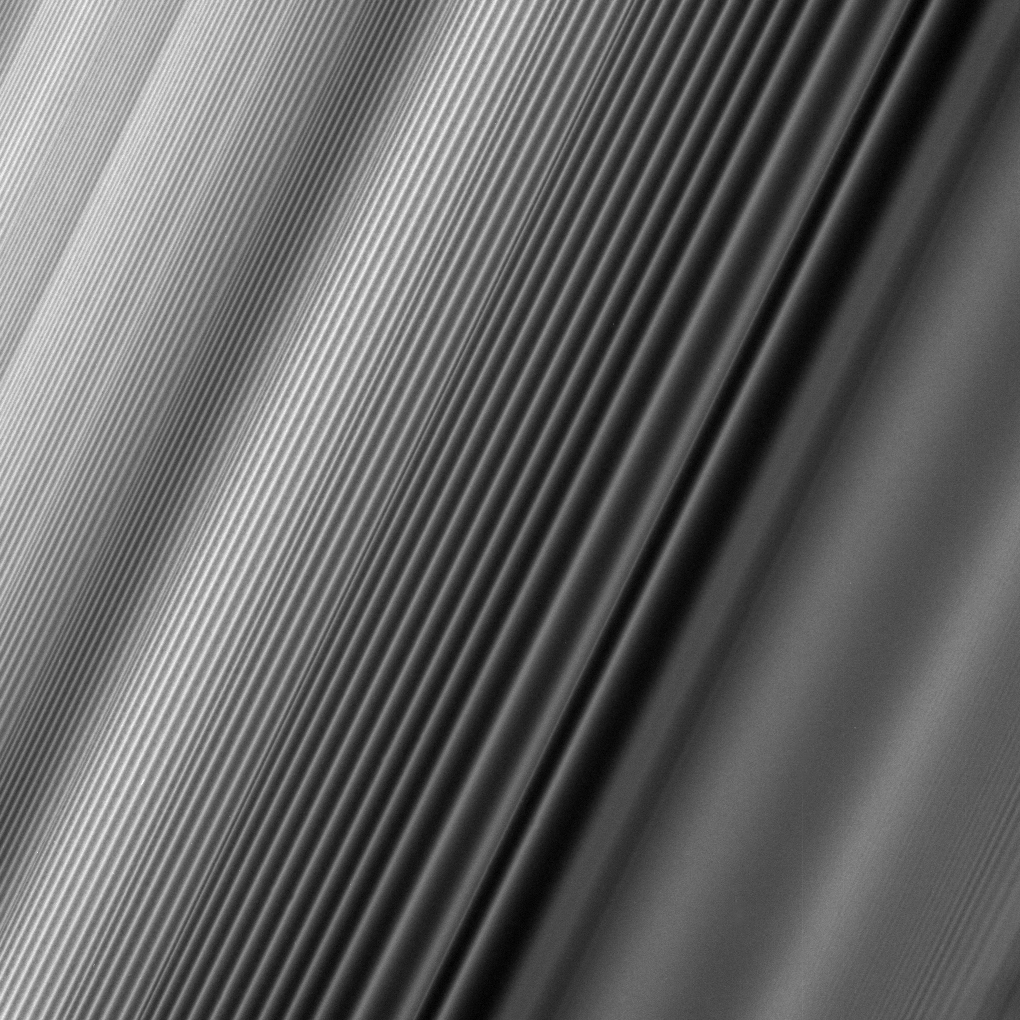